# Fennsee (Wilmersdorf)

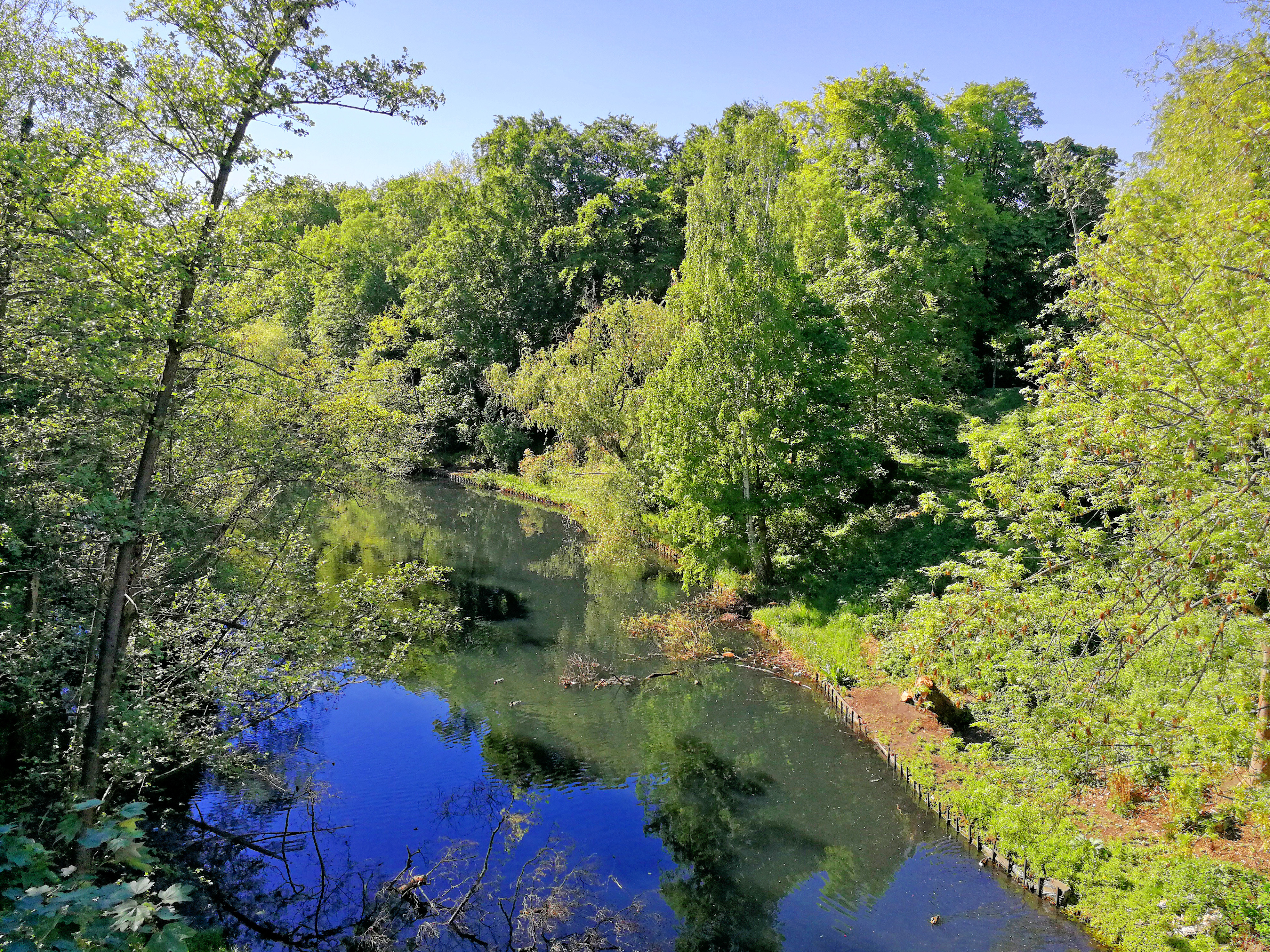
Blick auf den westlichen Teil des Fennsees von der Barbrücke aus

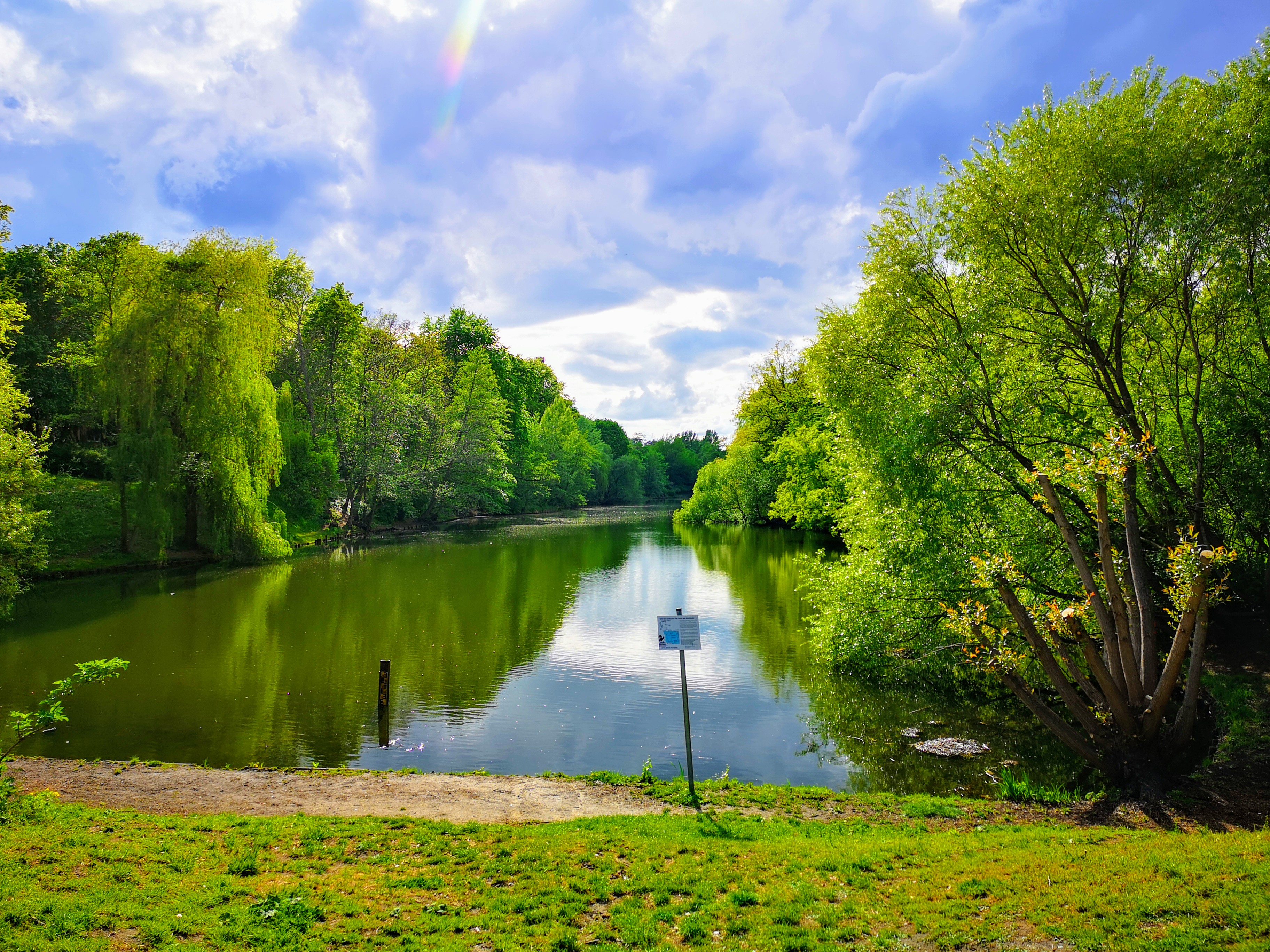
Blick auf den Fennsee vom Ufer an der Blissestraße

Der Fennsee ist ein Stillgewässer im Berliner Bezirk Charlottenburg-Wilmersdorf, nahe der Straße Wilhelmsaue, dem ehemaligen Ortskern von Alt-Wilmersdorf.

## Geographie
Der Himmelsteich mit einer Fläche von rund 21.000 m² speist sich ausschließlich aus Grundwasserzuflüssen und Niederschlägen. Das Gewässer setzt die Nebenrinne der glazialen Rinne der Grunewaldseenkette nach Osten fort, die zwischen dem Hubertussee und dem Fennsee für rund 2200 Meter durch die Stadtautobahn, durch bebautes Gebiet, verschiedene Sporteinrichtungen und durch das Sommerbad Wilmersdorf unterbrochen ist. Die eiszeitliche Nebenrinne verläuft vom Rathaus Schöneberg nach Westen über den Volkspark Wilmersdorf bis zum Herthasee und trifft am Koenigssee senkrecht auf die Grunewaldrinne.

## Lage und Geschichte

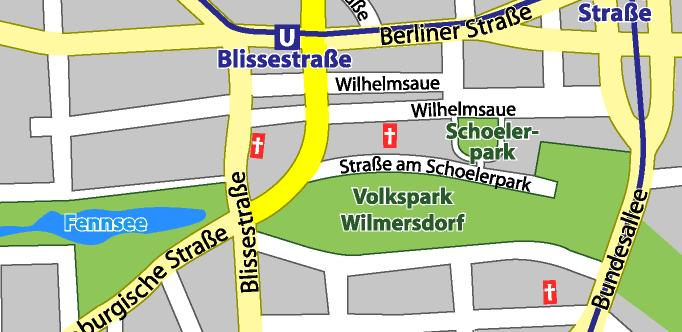
Teile des Fennsees und Volksparks

Der See, mit dem der Volkspark Wilmersdorf im Westen beginnt, hat eine langgestreckte, schlauchartige Form mit rund 650 Metern Länge bei rund 35 Metern Breite und erstreckt sich von der Stadtautobahn bis zum Dreieck Blisse- / Mecklenburgische / Uhlandstraße. Auf ungefähr der halben Strecke wird der Fennsee von der Barstraße beziehungsweise Barbrücke überquert. In östlicher Richtung bildet er das letzte Gewässer der Nebenrinne – bis zum Rathaus Schöneberg verweisen nur mehr die Senken der angelegten Parks auf die eiszeitlich geformte geologische Struktur. Bis in das frühe 20. Jahrhundert hinein schloss sich zwischen Mecklenburgische Straße und Bundesallee der bei den Berlinern als Ausflugsziel beliebte Wilmersdorfer See, das „Seebad Wilmersdorf“, mit dem berühmten „Tanzpalast Schramm“ an, der ab 1915 zugeschüttet und zu einem Teil des Volksparks umgestaltet wurde.

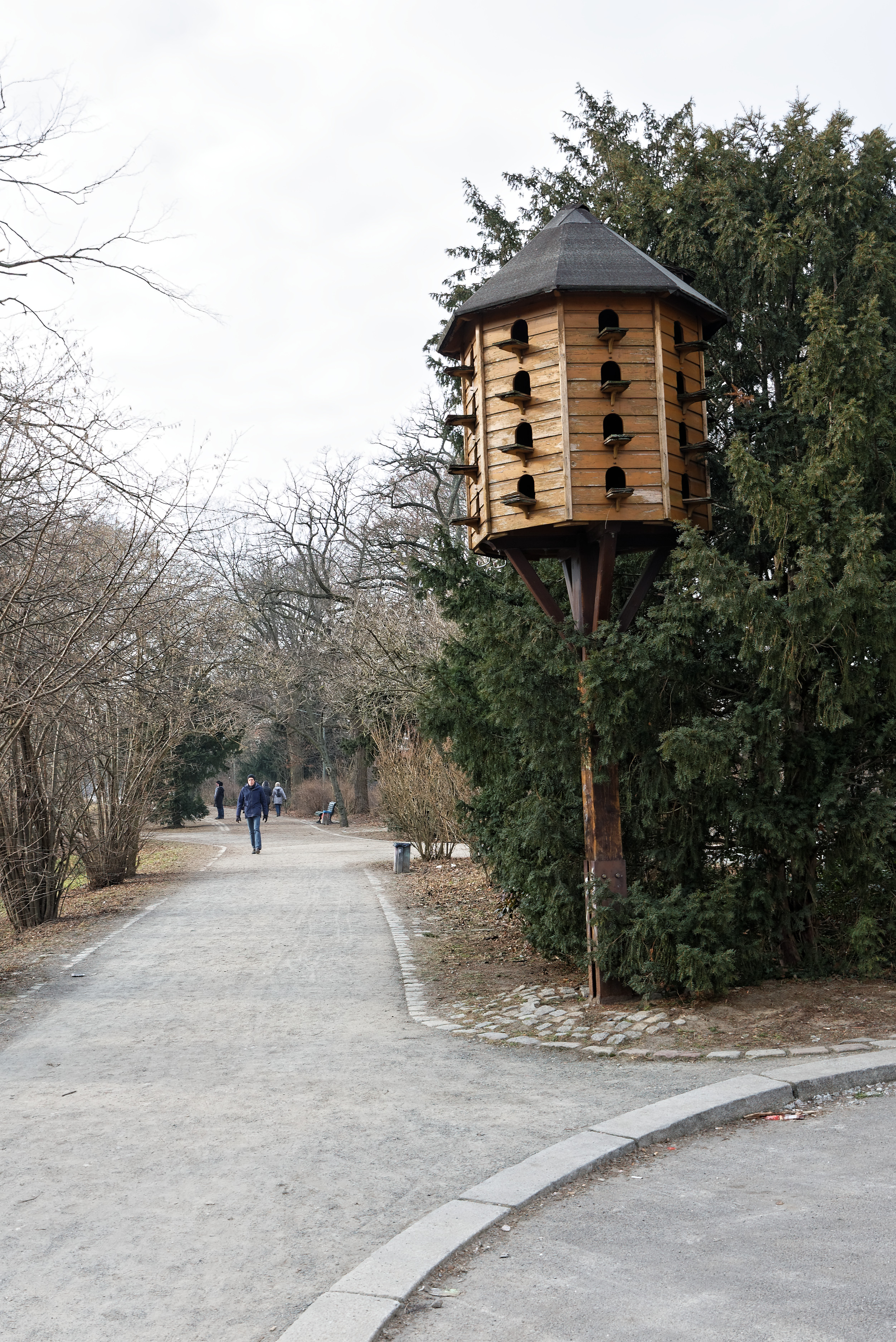
Taubenhaus zur Verringerung der zahlreichen Stadttauben

Der Fennsee ist rundum von einem Uferweg umschlossen. Das für Berliner Verhältnisse in Teilen recht steile Ufer ist im südlichen Bereich als schmaler Parkstreifen angelegt. Am Nordufer folgt im westlichen Teil unmittelbar neben dem Fußweg der Gemeinde-Friedhof Wilmersdorf von 1886 mit vielen Berliner Ehrengräbern; auch der ehemalige Bauer und spätere Großgastronom Otto Schramm (1845–1902), der Gründer des „Seebades“, liegt hier begraben. In architektonischer Hinsicht beeindruckt das Krematorium, das federführend der Stadtbaurat Otto Herrnring zwischen 1919 und 1922 als klassizistischen Kuppelbau mit anliegendem Kolumbarium errichten ließ.

### Schadstoffbelastung

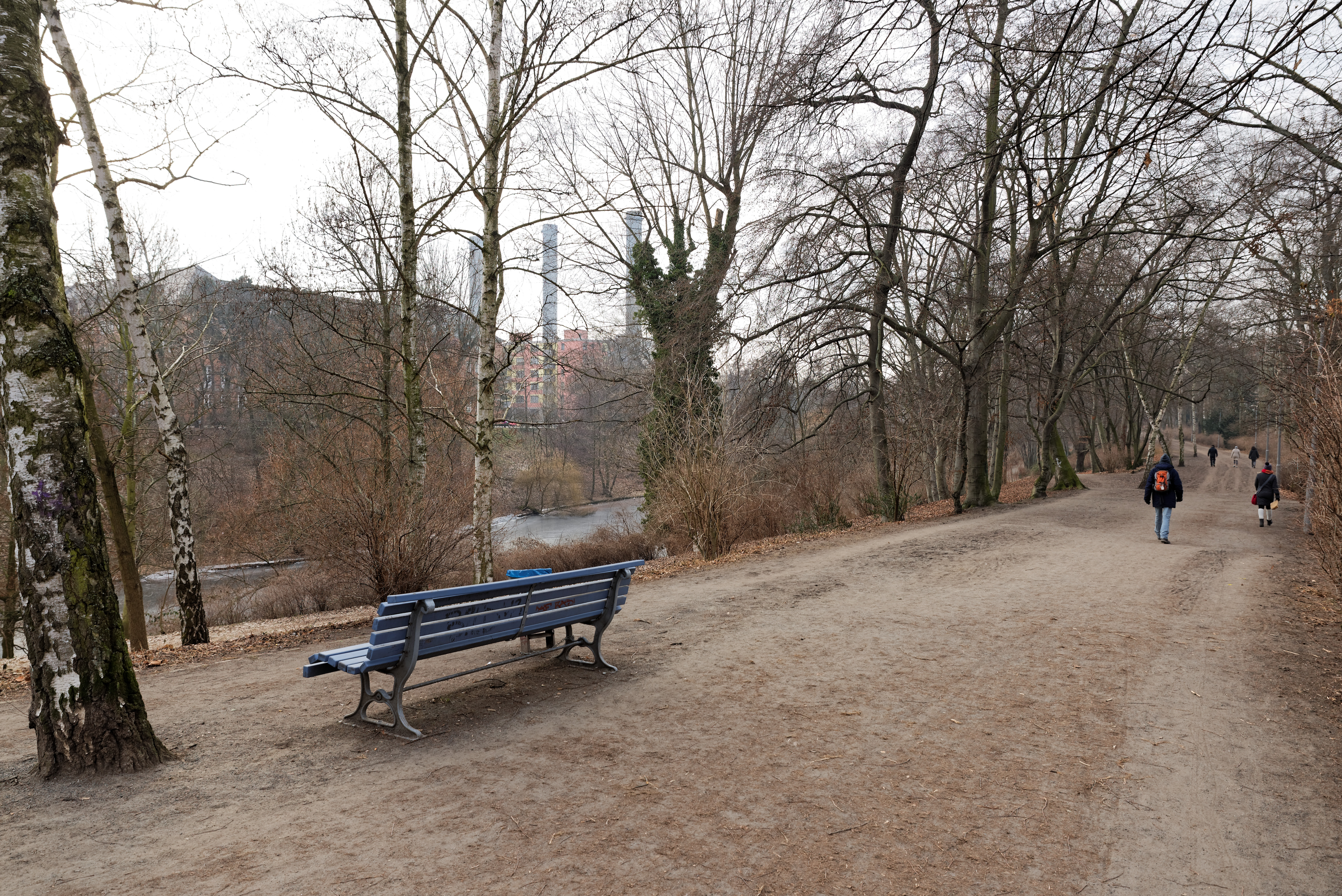
Uferpromenade am Fennsee im Winter

Nach Absenkungen des Grundwasserspiegels im Berliner Urstromtal erhält der ursprünglich grundwassergespeiste See keine ausreichende Frischwasserzufuhr mehr. Er ist wegen der zu großen Entfernung  auch nicht an das Pumpsystem der Grunewaldseenkette angeschlossen, das diese Seen mit Havelwasser versorgt. Für die zugeführten Regenwasser und Straßenabwässer besteht kein Abfluss. Dennoch dient der Fennsee traditionell als Vorfluter für die Straßenentwässerung. Im Jahr 2003 beschloss der Bezirk Charlottenburg-Wilmersdorf folgende Maßnahmen zur Verbesserung der Wasserqualität:
- Teilentschlammung des Fennsees mit Sedimentkonditionierung,
- Herstellung der Anbindung über Kanäle der BWB an den Landwehrkanal zum Abfluss,
- Ertüchtigung eines Grobfilters zur Reinigung der eingeleiteten Straßenabwässer,
- Wiederherstellung des Gartendenkmals um den Fennsee,
- Röhrichtanpflanzung.

Im November 2003 beauftragte die Bezirksverordnetenversammlung das Bezirksamt, zur Sanierung des Fennsees über die Senatsverwaltung Fördermittel aus dem UEP-Programm der EU zu beantragen.

### Aktuelle Situation des Sees
Aktuell ist der See in Bezug auf seine Gewässerqualität stabil, gehört jedoch immer noch zu den eutrophierten Berliner Seen. Obgleich sich der Gewässerzustand seit den im Jahr 2003 eingeleiteten Maßnahmen verbessert hat, ist er punktuell noch immer verschmutzt. Am Ufer angebrachte Hinweisschilder weisen auf das Verbot der Fütterung von Enten hin. Hintergrund ist hierbei, dass das Füttern von Wildtieren zu einer Zunahme von Biomasse führt, die auf den Gewässergrund absinken und die Gewässerqualität beeinträchtigen. Im unmittelbaren Umfeld des Sees hat sich ein stabiles Ökosystem entwickelt.